# 鈴木大吉
鈴木 大吉（すずき だいきち、1930年〈昭和5年〉9月5日 - 2023年〈令和5年〉3月29日）は、日本の実業家、ITコンサルタント。日本団体生命（現、アクサ生命保険）の副社長等を歴任した。

## 人物・経歴
宮城県遠田郡小牛田町（現：美里町）出身。旧制中学校の宮城県古川中学校（現：宮城県古川高等学校）、旧制山形高等学校を経て、1953年（昭和28年）に東京大学法学部を卒業。同年に日本団体生命へ入社した。
同社では本店第二営業部長、営業推進部長を経て1974年（昭和49年）5月に取締役に就任した。その後、常務取締役、専務取締役を経て1994年（平成6年）7月6日に副社長に就任し、翌年に副社長を退任した。
副社長退任後の1995年（平成7年）9月、「ビジネス情報ネット」を設立。続いて、1996年には「IT研究会」を発足させ、さらにネット通販に関する知見を広めるための勉強会「3万ドル倶楽部」などを主催。東京商工会議所目黒支部情報・卸分科会副分科会長、東京商工会議所板橋支部「ものづくり委員会」委員、財団法人国民工業振興会常務理事などを歴任した。
2023年（令和5年）3月29日に92歳で死去。